# تحالف المحيط الهادئ

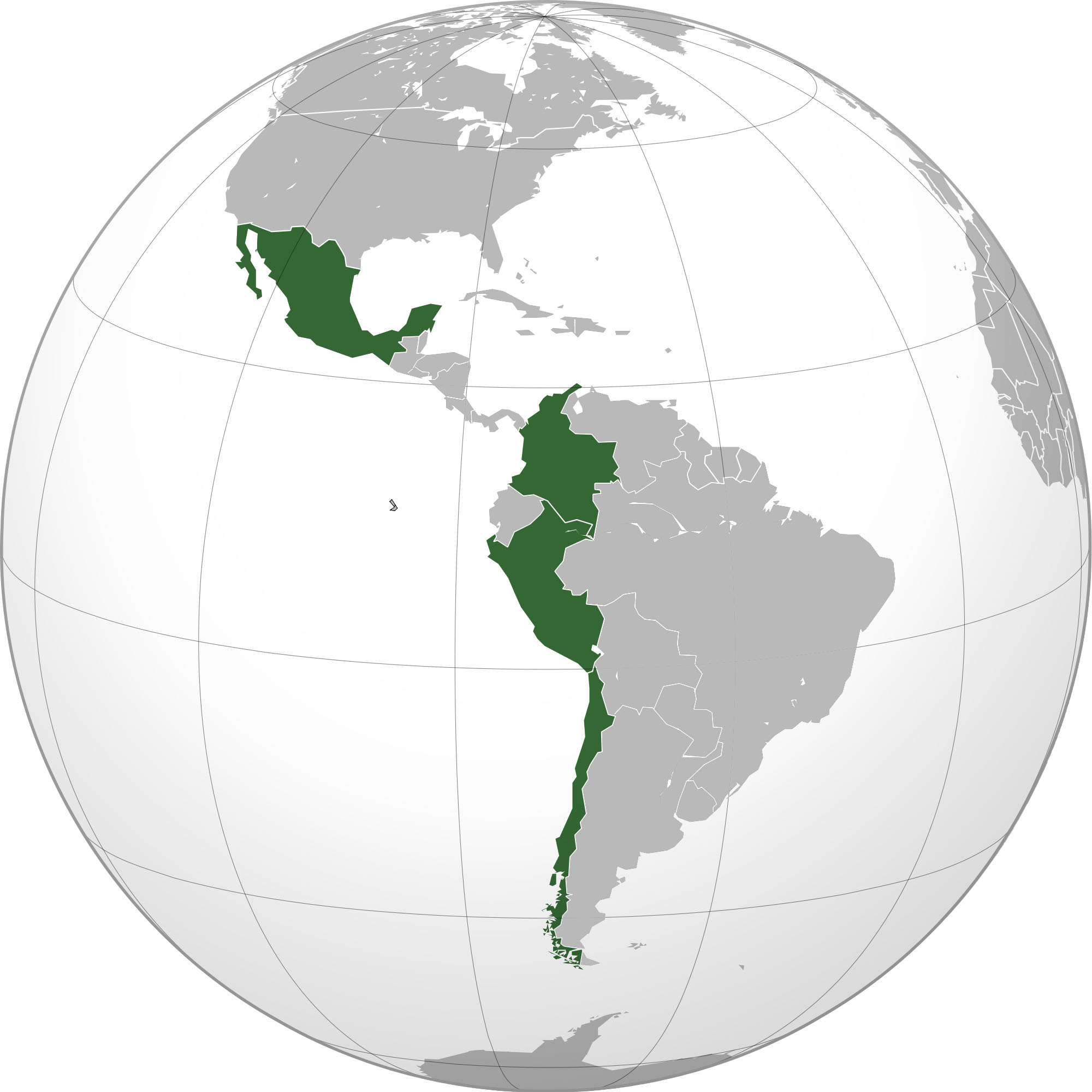
الأخضر الغامق هي الدول الأعضاء الدائمة.

تحالف المحيط الهادئ (بالإسبانية: Alianza del Pacífico)، كتلة تجارية في أمريكا اللاتينية اشتركت في تأسيسها تشيلي وكولومبيا والمكسيك وبيرو، إذ تطل جميع تلك الدول على المحيط الهادئ. اتحدت تلك الدول معًا لتشكيل منطقة تكامل اقتصادي بهدف ضمان الحرية الكاملة لحركة البضائع، والخدمات، ورؤوس المال، والبشر. تحتوي تلك البلاد الأربعة مجتمعة على 210 مليون نسمة وتساهم بما يقرب من 35% من الناتج المحلي الإجمالي في تلك المنطقة.

## التاريخ
كل دولة من الدول الآتية هي عضو كامل العضوية أو بصدد أن تكون عضوًا أو طرف مراقب لتحالف المحيط الهادئ. في 28 أبريل 2011 نظم رئيس بيرو السابق، آلن غارسيا، اجتماعًا مع رؤساء تشيلي، وجمهورية كولومبيا، والمكسيك. ثم أصدر هؤلاء القادة السياسيين ما يُعرف بإعلان ليما، وهو تصريح بنية تلك الدول في تأسيس تحالف المحيط الهادئ. والهدف المبدئي من هذا التحالف هو تعزيز التجارة الحرة بين البلاد مع «توجه واضح نحو آسيا»، والتكامل الاقتصادي.
كما ذُكر مسبقًا، تساهم الدول الأربعة المؤسسة للتحالف مجتمعة بنسبة 35% من الناتج المحلي الإجمالي الخاص بأمريكا اللاتينية. إذا اتحدت تلك الدول لتكون دولة واحدة فستصبح سادس أكبر قوة اقتصادية في العالم بناتج محلي إجمالي (حسب تعادل القوة الشرائية) يفوق 3 تريليون دولار أمريكي. وطبقًا لمنظمة التجارة العالمية وصلت صادرات دول التحالف مجتمعة إلى نحو 445 مليار دولار في عام 2010، أي أكبر بنحو 60% من «ميركوسور» (ثاني أكبر كتلة تجارية في أمريكا اللاتينية). يطلق علماء السياسة على دول التحالف المركزية، سواء كانت بمفردها أو مجتمعة، لقب «أسود المحيط الهادئ» نسبةً لنموذج التقدم الاقتصادي والسياسي الذي تبنته تلك الدول.
في 22 مايو 2013، وقعت كوستا ريكا على اتفاقية تجارية بينها وبين كولومبيا في قمة تحالف المحيط الهادئ السادسة في كالي، وفي وقت لاحق حصلت كوستا ريكا على عضوية كاملة في التحالف بموافقة جميع الأعضاء المؤسسين. وفي الوقت الحالي تستعد كوستا ريكا للانضمام لتكون خامس عضو في التحالف. وفي القمة ذاتها قُبلت سبعة بلاد مراقبة: جمهورية الدومينيكان، والإيكوادور، والسلفادور، وفرنسا، وهوندوراس، وباراغواي، والبرتغال، وغيرهم.
بحلول عام 2017 انضمت 54 دولة مراقبة للتحالف بما يشمل عدة قوى اقتصادية عظمى مثل اليابان، والصين، وألمانيا، وفرنسا، والمملكة المتحدة، والولايات المتحدة، وإندونيسيا، إلى جانب ثلاثة أعضاء من تحالف ميركوسور من أصل خمسة، وأحد أعضاء «التحالف البوليفاري لشعوب أمريكتنا». يصف المحللون تحالف المحيط الهادئ بأنها أداة لممارسة شكل من أشكال «تصنيف الأمم» المشترك لتشجيع التجارة والاستثمار وتعزيز المكانة الدولية للدول الأعضاء وتسليط الضوء عليها.

## مشاريع
إلى جانب تقليل الحواجز التجارية، شرع تحالف المحيط الهادئ في تدشين عدة مشاريع أخرى بهدف التكامل الإقليمي، ومن بينها السماح بالسفر إلى بلدان التحالف دون الحاجة لتأشيرات، وتوحيد سوق الأسهم، وإقامة سفارات مشتركة في عدة بلدان.

### تحرير التجارة
في شهر مايو عام 2016 قرر تحالف المحيط الهادئ إلغاء 92% من التعريفات الجمركية على البضائع المنقولة بين الدول الأعضاء. وبناءًا على اتفاقية أُبرمت في عام 2013 فسوف تُزال بقية التعريفات بحلول عام 2020.

### برنامج دمج أسواق الأسهم اللاتينية (ميلا)
في البداية كان برنامج «ميلا» يهدف إلى دمج أسواق الأسهم الخاصة بكولومبيا (بورصة كولومبيا)، وتشيلي (بورصة سانتياغو)، وبيرو (بورصة ليما)، وهو يُعتبر حجر الأساس لعملية تكامل التحالف الاقتصادي. وفي نوفمبر 2010 شرعت أسواق الأسهم الثلاثة في عملية الاندماج، مما أدى إلى إقامة أكبر سوق أسهم في أمريكا اللاتينية من حيث عدد جهات إصدار الأسهم، وثاني أكبر سوق من حيث القيمة السوقية، والثالث من حيث الإيرادات.
شرعت بورصة المكسيك في الانضمام إلى برنامج ميلا، ومن المتوقع أن تُختتم عملية الاندماج بحلول عام 2014. بادرت بورصة المكسيك بشراء 3.79 مليون سهم من أسهم بورصة ليما، أي 6.7% من أسهم المجموعة ألف في تلك البورصة. إذ كان ذلك جزءًا من اتفاقية الشراكة الاستراتيجية اتي تهدف لتطوير الأنشطة التجارية المشتركة، وتطوير أسواق الأسهم الخاصة بالمكسيك وبيرو، واختتام عملية إدماج بورصة المكسيك إلى برنامج ميلا.
التزمت بورصة المكسيك بالإطار الزمني المحدد وأعلنت عن أول صفقة شراء تمت وفقًا لبنود برنامج ميلا في 2 ديسمبر 2014. تضمنت الصفقة شراء 200 سهم بقيمة 1,415 دولار من تاجر التجزئة التشيلي فالابيلا، وأصبحت مملوكة لمجموعة جي بي إم في المكسيك بواسطة مجموعة جي بي إم في تشيلي. بعد انضمام المكسيك إلى برنامج ميلا أصبح سوق الأسهم المتكامل يضم 780 جهة إصدار من جميع البلدان الأربعة، مما يجعله أكبر سوق أسهم في أمريكا اللاتينية بأكملها من حيث عدد الشركات المُسجلة، ومن حيث القيمة السوقية أيضًا، وذلك طبقًا للاتحاد الدولي للبورصات. وصلت أكبر قيمة سوقية للبورصات الأربعة مجتمعة إلى 1.25 تريليون دولار، مما يجعلها أكبر من بورصة بوفسبا (سوق الأسهم البرازيلي) التي تبلغ قيمتها السوقية 1.22 تريليون دولار.

### البعثات الدبلوماسية المشتركة
من بين أهم الاتفاقيات المُبرمة من قبل دول التحالف إنشاء البعثات الدبلوماسية المشتركة (أي السفارات والقنصليات، إلخ.) لتوفير الخدمات الدبلوماسية المطلوبة لمواطني أعضاء تحالف المحيط الهادئ. شدد إعلان كالي على أهمية افتتاح سفارة مشتركة بين تشيلي وكولومبيا والمكسيك وبيرو في غانا، إلى جانب موافقة تشيلي وكولومبيا على إنشاء سفارة مشتركة في كلٍ من الجزائر والمغرب، وسفارة مشتركة بين كولومبيا وبيرو في فييتنام. شجع إعلان كالي تلك الدول على التقدم إلى الأمام فيما يتعلق بتلك المبادرات. وفي شهر نوفمبر عام 2014 افتتحت المكسيك أول مكتب تجاري في أفريقيا، وموقعه في الدار البيضاء، وهو مكتب مُشترك بين أعضاء تحالف المحيط الهادئ الآخرين.

## الامتداد
بحلول شهر يوليو عام 2018 انضمت 55 دولة مراقبة إلى التحالف، ومن بينهم دولتان مرشحتان للحصول على عضوية: كوستا ريكا وبنما الواقعتان في أمريكا الوسطى، وكلاهما بصدد الحصول على عضوية كاملة داخل التحالف.
علاوة على ذلك، رُشحت كندا لتكون عضوًا داخل التحالف، وعلق نائب وزير الخارجية المكسيكي على ذلك قائلًا أن انضمام كندا ملائم تمامًا للتحالف. عقدت كندا عدة اتفاقيات بالفعل مع الأعضاء المؤسسين الأربعة، وشجعها القادة الإقليميون على الانضمام للتحالف. ولكن الحكومة الكندية لم توافق على ترقية وضعها من مراقب إلى مراقب مُرشح حتى الآن نظرًا إلى أنها لم تحدد بعد ما إذا كانت ترغب حقًا بالانضمام.
شرعت كوستا ريكا في عملية الانضمام في 10 فبراير 2014 في قمة التحالف الثامنة التي عُقدت في كارتاخينا دي اندياس، كولومبيا، حيث وقعت الرئيسة لورا شينشيلا على بروتوكول تأكيد قرار الانضمام للتحالف في الدورة العامة من القمة. ومنذ ذلك الحين أجلت كوستا ريكا انضمامها للتحالف إلى أجل غير مسمى لحين إنهاء المشاورات التي يجريها المجلس الاقتصادي الرئاسي.
انتقدت الإكوادور تحالف المحيط الهادئ منذ إنشاءه بالتوازي مع بقية أعضاء التحالف البوليفاري، ولكن رئيس الدولة، رفاييل كوريا، صرح أنه قد يفكر في أمر الانضمام إلى التحالف إذا تقدمت عملية الاندماج صوب مجالات أخرى بخلاف نطاق التجارة.
أعربت غواتيمالا عن رغبتها القوية في الانضمام إلى تحالف المحيط الهادئ، وهي تسعى إلى إبرام اتفاقيات تجارية مع الأعضاء الحاليين كتمهيد لتقديمها المحتمل للحصول على عضوية داخل التحالف.
أعربت بنما عن اهتمامها بالانضمام للتحالف، وهي حاليًا مراقب مُرشح طبقًا لموقع التحالف الإلكتروني. وقعت بنما بالفعل على صفقات تجارية مع كولومبيا وبيرو وتشيلي، وتوصلت إلى اتفاقية مع المكسيك بشأن توقيع صفقة تجارة حرة في شهر مارس عام 2014. وعلى الرغم من استيفائها معظم شروط الانضمام إلى التحالف، ترفض تلك الدولة أن تلتزم بشروط العضوية الكاملة حتى الآن.
أعلن نائب الرئيس الأمريكي، جو بايدن، عن نية الولايات المتحدة في الانضمام لتحالف المحيط الهادئ كطرف مراقب في 23 مايو 2013 في بوغوتا، كولومبيا، أثناء اجتماع ثنائي بينه وبين الرئيس الكولومبي خوان مانويل سانتوس.